# Vuitè Govern d'Espanya durant la dictadura franquista

Escut de l'estat espanyol

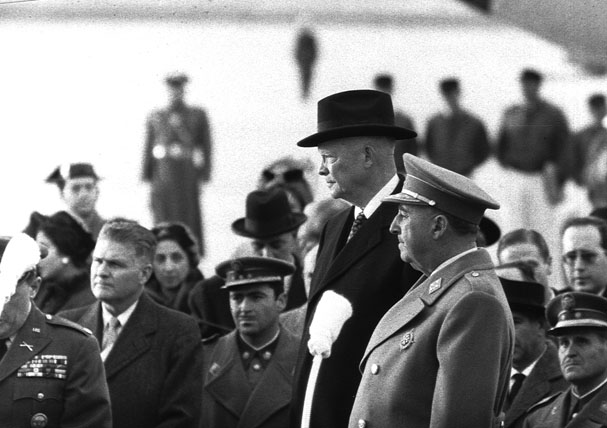
Fotografia de la visita del president estatunidenc Eisenhower a Espanya en 1959

El Vuitè Govern d'Espanya durant la dictadura franquista va durar del 25 de febrer de 1957 al 10 de juliol de 1962.

## Fets destacats
Aquest nou gabinet va suposar una nova orientació de la política econòmica conduent a la posada en pràctica del Pla de Estabilització, també conegut com a Plan de Desarrollo. També suposa la fi de l'aïllament internacional del règim franquista amb la visita del president estatunidenc Eisenhower el 1959.
Pel que fa a la resistència interior, el maquis entra en declivi després de la mort de Josep Lluís i Facerias el 1957 i la de Quico Sabaté en 1960.

## Composició
- Cap d'Estat

Francisco Franco Bahamonde
- Ministre Subsecretari de la Presidència

Luis Carrero Blanco
- Ministre de la Governació

Camilo Alonso Vega
- Ministre d'Hisenda

Mariano Navarro Rubio
- Ministre de Treball

Fermín Sanz-Orrio y Sanz
- Ministre d'Afers exteriors

Fernando María Castiella
- Ministre de Justícia

Antonio Iturmendi Bañales
- Ministre de l'Exèrcit

Antonio Barroso y Sánchez Guerra (militar)
- Ministre de l'Aire

José Rodríguez y Díaz de Lecea
- Ministre de Marina

Almirall Felipe José Abárzuza y Oliva
- Ministre d'Industria

Joaquín Planells Riera
- Ministre de Comerç

Alberto Ullastres Calvo
- Ministre d'Obres Públiques.

Jorge Vigón Suero-Díaz
- Ministre d'Agricultura

Cirilo Cánovas García
- Ministre d'Habitatge

José María Martínez y Sánchez-Arjona
José Luis Arrese Magra
- Ministre d'Educació

Jesús Rubio García-Mina
- Ministre Secretari General del Moviment

José Solís Ruiz
- Ministre d'Informació i Turisme

Gabriel Arias-Salgado y de Cubas
- Ministre sense cartera

Pere Gual i Villalbí

## Canvis
- El 20 d'abril de 1960 el ministre de l'Habitatge José Luis Arrese Magra va ser destituït i substituït per José María Martínez y Sánchez-Arjona.